# Unwort des Jahres (Deutschland)
Das Unwort des Jahres wird jährlich in einer sprachkritischen Aktion gekürt, die in Deutschland 1991 von dem Sprachwissenschaftler Horst Dieter Schlosser ins Leben gerufen wurde. Bis 1994 wurde das „Unwort des Jahres“ von der Gesellschaft für deutsche Sprache (GfdS) gewählt. Nach einem Konflikt mit dem Vorstand der GfdS machte sich die Jury als „Sprachkritische Aktion Unwort des Jahres“ selbstständig. Die Jury, die sich selbst als eine Initiative unter dem Namen „Unwort-Aktion“ bezeichnet, besteht aus fünf Personen.
Für das Jahr 2020 entschied sich die Jury zum ersten Mal für zwei Unwörter.

## Ziele und Auswahl
Die Aktion „möchte auf öffentliche Formen des Sprachgebrauchs aufmerksam machen und dadurch das Sprachbewusstsein und die Sprachsensibilität in der Bevölkerung fördern. Sie lenkt daher den sprachkritischen Blick auf Wörter und Formulierungen in allen Feldern der öffentlichen Kommunikation, die gegen sachliche Angemessenheit oder Humanität verstoßen.“ Die Benennung der Unwörter des Jahres soll „in erster Linie als Anregung zu mehr sprachkritischer Reflexion“ dienen.
Alle Bürger können Vorschläge zum Unwort des Jahres mit Angabe einer Quelle des sprachlichen Missgriffs einreichen. „Für das Auswahlverfahren eines Jahres können bis 31. Dezember des betreffenden Jahres Vorschläge gemacht werden, die den Grundsätzen der Unwort-Aktion entsprechen. In der ersten Januarhälfte des Folgejahres wählt eine Jury aus allen Vorschlägen und auf der Basis einer ausführlichen inhaltlichen Diskussion das ‚Unwort des Jahres‘, ggf. weitere Unwörter aus.“ Die Entscheidung ist nicht abhängig von der Zahl der Unterstützer eines Vorschlags. „Oft genug gab es Kampagnen mit einer hohen Zahl von Einsendungen für bestimmte Begriffe.“
„Unwortverdächtig“ sind nach Auffassung der Jury Wörter oder Formulierungen, die beispielsweise
- gegen das Prinzip der Menschenwürde verstoßen (z. B. Geschwätz des Augenblicks für Missbrauchsfälle in der katholischen Kirche),
- gegen Prinzipien der Demokratie verstoßen (z. B. alternativlos als Haltung/Position in der politischen Diskussion, um eine solche zu vermeiden und sich der Argumentationspflicht zu entziehen),
- einzelne gesellschaftliche Gruppen diskriminieren (z. B. durch unangemessene Vereinfachung oder Pauschalverurteilung, wie etwa Wohlstandsmüll als Umschreibung für arbeitsunwillige ebenso wie arbeitsunfähige Menschen),
- euphemistisch, verschleiernd oder irreführend sind (z. B. freiwillige Ausreise als Behördenterminus für die nur bedingt oder gar nicht freiwillige Rückkehr von abgelehnten Asylbewerbern in ihre Heimatländer aus Abschiebehaftanstalten).

Wesentlich für die Auswahl ist neben der Aktualität auch die durch Quellennachweis belegte öffentliche Äußerung des Wortes oder der Formulierung.

## Kritik und Rezeption
Zur Frage der Legitimität der selbst gebildeten Jury äußerte der SPD-Politiker Mathias Brodkorb, dass das Unwort von nur fünf Personen festgelegt werde, die dazu weder durch Fachgesellschaften noch auf demokratische Weise legitimiert seien.
Viele Entscheidungen für „Unwörter“ wurden kritisiert. Entlassungsproduktivität (insgesamt tauchte das Wort 2005 nur fünfmal in der überregionalen Presse auf) und sozialverträgliches Frühableben oder Opfer-Abo wurde nach Aussage der Kritiker nahezu nicht benutzt, Humankapital und Ich-AG seien bewusst falsch verstanden worden.
Juli Zeh kritisierte die Wahl von „Klimahysterie“ zum Unwort von 2019, weil man sich durch „Bewertung einer Haltung in einer kontroversen und sehr, sehr aktuellen politischen Diskussion“ auf eine Seite stelle. Wenn es darum gegangen wäre, von beiden Seiten eine sachliche Diskussionsebene einzufordern, hätte man z. B. sowohl „Klimahysterie“ als auch „Klimaleugner“ als Unwörter klassifizieren können. Gerrit Kloss warf 2013 in der FAZ der Jury vor, dass diese entgegen ihrem eigenen Anspruch Unwörter „kreiere“, indem sie bei der Begründung zum Unwort des Jahres 2012 eine Bedeutung angegeben habe, die nicht derjenigen entspreche, die das Wort im Originalkontext habe. Peter Hahne bezeichnete in seinem Buch Seid ihr noch ganz bei Trost! Schluss mit Sprachpolizei und Bürokraten-Terror von 2020 die jährliche Unwort-Kür als Paradebeispiel für Sprachpolizei.
Susanne Gaschke kritisierte in der Neuen Zürcher Zeitung 2023, dass Wortschöpfungen wie „Covidiot“ oder „Klimaleugner“, die ihrer Meinung nach die Unwort-Kriterien erfüllen, aber auf der linken Seite des politischen Spektrums geprägt und verwendet werden, von der Jury ausgeblendet würden.
Der Comic Überraschung (2020) von Katz & Goldt handelt von einer fiktiven Gala „Unwort des Jahres“ mit Anke Engelke. Max Goldt veröffentlichte das Comic-Skript in seinem Hörbuch Genieß deinen Starrsinn an der Biegung des Flusses (2021).

## Jury
Bis 1994 wurde das „Unwort des Jahres“ von einer Jury der Gesellschaft für deutsche Sprache (GfdS) gewählt. Nach einem Konflikt mit dem Vorstand der GfdS um eine Äußerung von Helmut Kohl („kollektiver Freizeitpark“) machte sich die Jury als „Sprachkritische Aktion Unwort des Jahres“ institutionell unabhängig. Horst Dieter Schlosser war von 1991 bis 2011 Sprecher der Jury.
Sie besteht seit 2011 aus fünf ständigen Mitgliedern, davon vier Sprachwissenschaftler und ein Journalist, sowie einem in jährlichem Wechsel kooptierten Mitglied. Nach der Kür des 30. Unworts im Jahr 2020 verabschiedete sich die Jury, die zuvor zehn Jahre in unveränderter Besetzung gearbeitet hatte. Sprecherin Nina Janich (TU Darmstadt) und die anderen Juroren hatten sich entschieden, das Projekt „in andere, jüngere Hände zu legen“, wie es in der Pressemitteilung hieß.
Die fünf festen Mitglieder sind seit 2021 Constanze Spieß (Sprecherin, Universität Marburg), Kristin Kuck, Martin Reisigl, David Römer (alle Sprachwissenschaftler) und Alexandra-Katharina Kütemeyer (Journalistin).
Kooptierte Mitglieder waren 2011 Heiner Geißler, 2012 Ralph Caspers, 2013 Ingo Schulze, 2014 Christine Westermann, 2015 Georg Schramm, 2016 Sabine Leutheusser-Schnarrenberger, 2017 Barbara (Streetart-Künstlerin), 2018 Jess Jochimsen (Kabarettist), 2019 Urban Priol (Kabarettist), 2020 Kübra Gümüşay (Autorin), 2021 Harald Schumann (Journalist), 2022 Peter Wittkamp (Autor, Gagschreiber, Werbetexter), 2023 Ruprecht Polenz (CDU), 2024 Saba-Nur Cheema und Meron Mendel.

## Unwörter des Jahres
Quelle: 
| Jahr | Unwort des Jahres               | Begründung |
| ---- | ------------------------------- | --- |
| 1991 | ausländerfrei                   | fremdenfeindliche Parole in Hoyerswerda, siehe Ausschreitungen in Hoyerswerda |
| 1992 | ethnische Säuberung             | Propagandaformel im Jugoslawienkrieg |
| 1993 | Überfremdung                    | Scheinargument gegen Zuzug von Ausländern |
| 1994 | Peanuts                         | abschätziger Bankerjargon; Hilmar Kopper |
| 1995 | Diätenanpassung                 | Beschönigung der Diätenerhöhung im Bundestag |
| 1996 | Rentnerschwemme                 | falsches, angstauslösendes Naturbild für einen sozialpolitischen Sachverhalt |
| 1997 | Wohlstandsmüll                  | Umschreibung arbeitsunwilliger wie arbeitsunfähiger Menschen; Helmut Maucher, Nestlé. |
| 1998 | sozialverträgliches Frühableben | auf die Jury zynisch wirkende Ironisierung; Karsten Vilmar. |
| 1999 | Kollateralschaden               | Verharmlosung der Tötung Unschuldiger als Nebensächlichkeit; NATO-offizieller Terminus im Kosovokrieg. |
| 2000 | national befreite Zone          | Zynisch heroisierende Umschreibung einer Region, die von Rechtsextremisten terrorisiert wird, damit sie „ausländerfrei“ wird. |
| 2001 | Gotteskrieger                   | Selbst- und Fremdbezeichnung der Taliban und al-Qaida-Terroristen. |
| 2002 | Ich-AG                          | Reduzierung von Individuen auf sprachliches Börsenniveau. |
| 2003 | Tätervolk                       | Grundsätzlich inakzeptabler Kollektivschuldvorwurf; als möglicher Vorwurf gegen Juden von Martin Hohmann gebraucht. |
| 2004 | Humankapital                    | Der Begriff „degradiert nicht nur Arbeitskräfte in Betrieben, sondern Menschen überhaupt zu nur noch ökonomisch interessanten Größen“. |
| 2005 | Entlassungsproduktivität        | Gewinne aus Produktionsleistungen eines Unternehmens, nachdem zuvor zahlreiche für „überflüssig“ befundene Mitarbeiter entlassen wurden. |
| 2006 | freiwillige Ausreise            | Bezieht sich darauf, dass viele abgelehnte Asylbewerber vor einer drohenden Abschiebung „freiwillig“ in ihre Heimat zurückkehren. Tatsächlich hätten sie aber keine andere Wahl. |
| 2007 | Herdprämie                      | Abwertende Bezeichnung für Geld, das Eltern erhalten sollen, die ihre Kinder zuhause selbst auf- und erziehen und nicht in einer Kindertagesstätte betreuen lassen wollen – als negativer Gegensatz zur Berufstätigkeit statt alleiniger Kindererziehung. |
| 2008 | notleidende Banken              | Der Begriff stelle das Verhältnis von Ursachen und Folgen der Weltwirtschaftskrise auf den Kopf. Während die Volkswirtschaften in ärgste Bedrängnis geraten seien und die Steuerzahler Milliardenkredite mittragen müssten, würden die Banken, durch deren Finanzpolitik die Krise verursacht worden sei, zu Opfern stilisiert. |
| 2009 | betriebsratsverseucht           | Die Wahrnehmung von Arbeitnehmerinteressen störe zwar viele Unternehmen; Betriebsräte als Seuche zu bezeichnen, sei indes „ein sprachlicher Tiefpunkt im Umgang mit Lohnabhängigen“.(Bekannt wurde der Begriff durch seine Verwendung in der ARD. Nach Angaben eines Mitarbeiters der Baumarktkette Bauhaus wird er von Abteilungsleitern der Baumarktkette gebraucht, wenn Mitarbeiter aus einer der drei Filialen mit einem Betriebsrat in eine ohne wechseln wollen.) |
| 2010 | alternativlos                   | Das Wort suggeriere sachlich unangemessen, dass es bei einem Entscheidungsprozess von vornherein keine Alternativen und damit auch keine Notwendigkeit der Diskussion und Argumentation gebe. Behauptungen dieser Art seien 2010 zu oft aufgestellt worden, sie drohten, die Politikverdrossenheit in der Bevölkerung zu verstärken. Der Begriff wurde ab 2009 insbesondere von Angela Merkel und der damaligen Bundesregierung benutzt. |
| 2011 | Döner-Morde                     | Der Ausdruck stehe prototypisch dafür, dass die politische Dimension der Mordserie jahrelang verkannt oder willentlich ignoriert wurde. Durch die Reduktion auf ein Imbissgericht würden die Opfer der Morde in höchstem Maße diskriminiert und ganze Bevölkerungsschichten aufgrund ihrer Herkunft ausgegrenzt. |
| 2012 | Opfer-Abo                       | Jörg Kachelmann äußerte anderthalb Jahre nach seinem Freispruch im Kachelmann-Prozess die Ansicht, dass Frauen in der Gesellschaft ein „Opfer-Abo“ hätten. Die Wortschöpfung selbst stammt hingegen von seiner Frau. Die Jury kritisierte den Begriff dafür, dass er Frauen „pauschal und in inakzeptabler Weise“ unter den Verdacht stelle, sexuelle Gewalt zu erfinden und damit selbst Täter zu sein. |
| 2013 | Sozialtourismus                 | Mit dem Schlagwort „wurde von einigen Politikern und Medien gezielt Stimmung gegen unerwünschte Zuwanderer, insbesondere aus Osteuropa, gemacht“. Der Ausdruck reihe sich ein in ein Netz weiterer Unwörter, die diese Stimmung befördern […] wie etwa „Armutszuwanderung“ oder „Freizügigkeitsmissbrauch.“ |
| 2014 | Lügenpresse                     | Die Tatsache, dass die sprachgeschichtliche Aufladung des Ausdrucks (Erster Weltkrieg, Nationalsozialismus) einem Großteil derjenigen, die ihn als „besorgte Bürger“ skandieren und auf Transparenten tragen, nicht bewusst sein dürfte, macht ihn zu einem besonders perfiden Mittel derjenigen, die ihn gezielt einsetzen; Verwendung des Begriffs insbesondere durch Pegida. |
| 2015 | Gutmensch                       | Als „Gutmenschen“ wurden insbesondere diejenigen beschimpft, die sich ehrenamtlich in der Flüchtlingshilfe engagieren oder die sich gegen Angriffe auf Flüchtlingsheime stellen. Mit dem Vorwurf „Gutmensch“, „Gutbürger“ oder „Gutmenschentum“ werden Toleranz und Hilfsbereitschaft pauschal als naiv, dumm und weltfremd, als Helfersyndrom oder moralischer Imperialismus diffamiert. |
| 2016 | Volksverräter                   | Als „Volksverräter“ wurden von verschiedenen Gruppen insbesondere demokratisch (= vom Volk) gewählte Politiker (= Volksvertreter) in Parlamentarier- oder Amtspositionen beschimpft. |
| 2017 | alternative Fakten              | Bei dem Begriff „alternative Fakten“ handele es sich um einen „verschleiernde[n] und irreführende[n] Ausdruck für den Versuch, Falschbehauptungen als legitimes Mittel der öffentlichen Auseinandersetzung salonfähig zu machen.“ |
| 2018 | Anti-Abschiebe-Industrie        | Von Alexander Dobrindt im Mai 2018 verwendeter Begriff. Laut Jury unterstellt der Ausdruck denjenigen, die abgelehnte Asylbewerber rechtlich unterstützen und Abschiebungen auf dem Rechtsweg prüfen, die Absicht, auch kriminell gewordene Flüchtlinge schützen und damit in großem Maßstab Geld verdienen zu wollen. Der Ausdruck Industrie suggeriere außerdem, es würden dadurch überhaupt erst Asylbewerber „produziert“. |
| 2019 | Klimahysterie                   | Mit dem Wort „Klimahysterie“ würden Klimaschutzbemühungen und die Klimaschutzbewegung diffamiert und wichtige Debatten zum Klimaschutz diskreditiert. Der Ausdruck wurde 2019 von vielen in Politik, Wirtschaft und Medien verwendet, vom Deutschen Städte- und Gemeindebund, der Frankfurter Allgemeinen Zeitung über Unternehmer bis hin zu AfD-Politikern. |
| 2020 | Rückführungspatenschaften       | Mit „Rückführungspatenschaften“ wurde von der EU-Kommission ein neuer Mechanismus der Migrationspolitik bezeichnet. Dieser Begriff sei zynisch und beschönigend und zudem Ergebnis einer seit Jahren moralisch enthemmten Diskussion über Flucht und Migration. |
| 2020 | Corona-Diktatur                 | Das Wort „Corona-Diktatur“ werde insbesondere von rechtsextremen Protagonisten gebraucht, um regierungspolitische Maßnahmen der COVID-19-Pandemie zu diskreditieren. |
| 2021 | Pushback                        | Das Zurückdrängen von Migranten von den Grenzen ihres Ziel- oder Transitlandes. Dies wird in vielen Fällen als illegal betrachtet. Während der Migrationskrise 2021 an der EU-Grenze zu Belarus führten polnische Grenzbeamte Flüchtlinge auf die belarussische Seite zurück. Die „Unwort“-Jury kritisiert die Verwendung des Ausdrucks, weil mit ihm „ein menschenfeindlicher Prozess beschönigt wird“, der den Flüchtenden die Möglichkeit nehme, das Asylrecht wahrzunehmen. Das Fremdwort verschleiere mit den Verstoß gegen die Menschenrechte und das Grundrecht auf Asyl, zudem werde die Gewalt, die mit dem Zurückdrängen verbunden sein könne, verschwiegen. Die Jury kritisiert ausdrücklich „die in den Medien unreflektierte Nutzung dieses Wortes auch bei Kritiker:innen der Maßnahmen.“ |
| 2022 | Klimaterroristen                | Die Jury begründete ihre Wahl damit, dass der Ausdruck im öffentlichen Diskurs benutzt worden sei, um Aktivisten und deren Proteste für mehr Klimaschutz zu diskreditieren. Sie kritisierte die Verwendung des Begriffs, weil Aktivisten mit Terroristen „gleichgesetzt und dadurch kriminalisiert und diffamiert werden“. Gewaltlose Protestformen zivilen Ungehorsams und demokratischen Widerstands würden so in den Kontext von Gewalt und Staatsfeindlichkeit gestellt. |
| 2023 | Remigration                     | Das Wort sei „als rechter Kampfbegriff, beschönigende Tarnvokabel und ein die tatsächlichen Absichten verschleiernder Ausdruck“ gebraucht worden. Die Neue Rechte ziele darauf ab, „kulturelle Hegemonie und ethnische Homogenität zu erlangen. Das, was mit der Verwendung des Wortes gefordert wird, verletzt freiheitliche und bürgerliche Grundrechte von Menschen mit Migrationsgeschichte.“ Eindringen und Verbreitung des „vermeintlich harmlosen und beschönigenden Ausdrucks in den allgemeinen Sprachgebrauch führt zu einer Verschiebung des migrationspolitischen Diskurses in Richtung einer Normalisierung rechtspopulistischer und rechtsextremer Positionen“, kritisierte die Jury. |
| 2024 | biodeutsch                      | Das Wort sei „im öffentlichen und gesellschaftlichen Sprachgebrauch und insbesondere in den Sozialen Medien verstärkt verwendet worden, um Menschen vor dem Hintergrund vermeintlich biologischer Abstammungskriterien einzuteilen, zu bewerten und zu diskriminieren.“ |

## Unterlegene Kandidaten
Neben den Unwörtern des Jahres veröffentlicht die Jury auch weitere Kandidaten für dieses Unwort oder zweit- und drittplatzierte Unwörter.
| Jahr | Kandidaten zum Unwort des Jahres                             | Begründung der Jury |
| ---- | ------------------------------------------------------------ | --- |
| 1991 | durchrasste Gesellschaft                                     | Mischung der Deutschen mit Ausländern; aus einem Interview mit Edmund Stoiber |
| 1991 | intelligente Waffensysteme                                   | aus der Golfkriegsberichterstattung |
| 1991 | Personalentsorgung                                           | für Entlassungen |
| 1991 | Warteschleife                                                | Phase sozialer Unsicherheit von Arbeitskräften in den östlichen Bundesländern |
| 1992 | weiche Ziele                                                 | militärsprachliche Umschreibung für ungepanzerte Ziele, oft aber auch für Menschen (fehl-)verwendet |
| 1992 | auf-/abklatschen                                             | tätliche und tödliche Angriffe auf Ausländer |
| 1992 | aufenthaltsbeendende Maßnahmen                               | Abschiebungen im sog. Asylkompromiss; GG Art. 16a |
| 1992 | Beileidstourismus                                            | für Trauerkundgebungen anlässlich der Morde von Mölln |
| 1993 | kollektiver Freizeitpark                                     | Unterstellung einer sozialpolitischen Wunschvorstellung; Helmut Kohl |
| 1993 | Sozialleichen                                                | Verstorbene, die aus völliger Verelendung stammen; Objekte für Auto-Crashtests |
| 1993 | schlanke Produktion/Lean Production (mit weiteren Varianten) | Unternehmensstrategie mit Arbeitsplatzvernichtung |
| 1993 | Selektionsrest                                               | Für schwerstbehinderte Kinder, die nicht in „Normalklassen“ integriert werden können |
| 1994 | Besserverdienende                                            | Pseudodefinition für neue staatliche Einnahmequellen |
| 1994 | Dunkeldeutschland                                            | Ironismus für östliche Bundesländer (a) |
| 1994 | Buschzulage                                                  | Gehaltszulage für sog. Aufbauhelfer in den östlichen Bundesländern (a) |
| 1994 | Freisetzungen                                                | für Entlassungen (a) |
| 1995 | Altenplage                                                   | Beleidigung der älteren Generation |
| 1995 | biologischer Abbau                                           | Zynismus für Ausscheiden aus dem Arbeitsleben |
| 1995 | sozialverträglicher Stellen-/Arbeitsplatzabbau               | schönfärberische Umschreibung für Entlassungen |
| 1995 | abfackeln (von Sachen und Menschen)                          | jugendsprachliche zynische Gleichsetzung |
| 1996 | Flexibilisierung                                             | Bezeichnung für eine betriebswirtschaftliche Strategie, die den Wert aktiver individueller „Flexibilität“ leugnet, diesen Begriff aber schönfärberisch ausbeutet |
| 1996 | Outsourcing                                                  | Imponierwort, das der Auslagerung von Arbeitsplätzen einen seriösen Anstrich zu geben versucht |
| 1996 | Umbau des Sozialstaats                                       | missbräuchliche Verwendung einer [Auf-]Baumetapher. |
| 1996 | Gesundheitsreform                                            | missbräuchliche Verwendung des positiv besetzten Begriffs „Reform“ |
| 1996 | Sozialhygiene                                                | höchst problematische Anwendung von Hygienevorstellungen auf soziale Sachverhalte; vgl. „Rassenhygiene“, „ethnische Säuberungen“ |
| 1997 | Organspende                                                  | Pervertierung der Begriffe „Spende/spenden“ in der Transplantationsmedizin |
| 1997 | Blockadepolitik/-politiker                                   | diffamierende Unterstellung einer argumentationslosen Verweigerungshaltung |
| 1997 | neue Beelterung                                              | bürokratische Umschreibung neuer Erziehungsberechtigter, die an die Stelle der leiblichen Eltern treten sollen |
| 2000 | überkapazitäre Mitarbeiter                                   | Reduzierung von zu entlassenden Arbeitnehmern auf rein betriebswirtschaftliche Größen |
| 2000 | Separatorenfleisch                                           | seriös klingende, bei BSE-Verdacht besonders unangemessene Bezeichnung von Schlachtabfällen |
| 2000 | „Dreck weg!“                                                 | CDU-Parole in Darmstadt, die sich auch gegen „missliebige“ Menschen richtete |
| 2000 | Belegschaftsaltlasten                                        | Abfallmetapher für Mitarbeiter, die ein Betrieb gern wieder loswerden möchte |
| 2000 | Humankapital                                                 | als Bezeichnung von Kindern |
| 2000 | Moralkeule                                                   | Fatale Koppelung von „Moral“ und einem Totschlaginstrument; Martin Walser |
| 2000 | Nachinformation                                              | Euphemismus der Hessen-CDU bezüglich des verspäteten Einräumens von weiteren Details in der CDU-Spendenaffäre, die zuvor vehement bestritten worden waren |
| 2001 | Kreuzzug                                                     | pseudoreligiöse Verbrämung kriegerischer Vergeltungsmaßnahmen; US-Präsident George W. Bush |
| 2001 | Topterrorist                                                 | verharmlosende und positivierende Benennung von Osama bin Laden |
| 2001 | therapeutisches Klonen                                       | zweifelhafte Wortzusammenstellung, um Manipulationen am menschlichen Erbgut gegen Krankheiten bzw. für Therapien in nicht absehbarer Zeit zu rechtfertigen |
| 2001 | Gewinnwarnung                                                | von Aktionären verwendeter sachlich falscher Begriff, der vor geringeren Gewinnen als erwartet warnt |
| 2002 | Ausreisezentrum                                              | Behördenterminus für Sammellager, aus denen abgewiesene Asylbewerber abgeschoben werden |
| 2002 | Zellhaufen                                                   | sprachliche Verdinglichung von Biotechnikern für einen menschlichen Embryo |
| 2003 | Angebotsoptimierung                                          | Beschönigung von Dienstleistungsminderungen, etwa Stilllegung von Bahnstrecken; ähnlich „Briefkastenoptimierung“ |
| 2003 | Abweichler                                                   | Diskriminierung von Bundestagsabgeordneten, die Gewissensentscheidung über Fraktions- bzw. Koalitionszwang stellten |
| 2004 | Begrüßungszentren                                            | sprachliche Verniedlichung von Auffanglagern für afrikanische Flüchtlinge; diese Wortbildung ist kongenial zu dem schon offiziellen Namen „Ausreisezentrum“ für Abschiebehaftanstalten |
| 2004 | Luftverschmutzungsrechte                                     | nicht nur ökologisches Unding, das Wort trägt vielmehr auch dazu bei, „Treibhausgasemissionen“ für unbedenklich zu halten, weil ihr Handel rechtlich geregelt wird |
| 2005 | Ehrenmord                                                    | inakzeptable Berufung auf eine archaische „Familienehre“ zur Rechtfertigung der Ermordung eines meist weiblichen Familienmitglieds |
| 2005 | Bombenholocaust                                              | meist von Rechtsextremen genutzte Umschreibung der Luftangriffe auf Dresden, die Bezug auf den Holocaust nimmt |
| 2005 | Langlebigkeitsrisiko                                         | unsensibler Fachterminus für das Versicherungsrisiko, das dadurch entsteht, dass Versicherte länger leben als kalkuliert, vgl. auch „Todesfallbonus“ |
| 2006 | Konsumopfer                                                  | Umschreibung von Models, die durch Abmagern einem Schönheitsideal der Konsumgesellschaft gerecht werden müssen. |
| 2006 | Neiddebatte                                                  | der Begriff diffamiere die öffentliche Diskussion um übertriebene Managergehälter |
| 2007 | klimaneutral                                                 | Kritisiert wurde der Versuch, mit diesem Begriff für eine Ausweitung des Flugverkehrs oder eine Steigerung anderer CO2-haltiger Techniken zu werben, ohne dass dabei deutlich wird, wie diese Klimabelastungen „neutralisiert“ werden sollen. |
| 2007 | entarten                                                     | Umschreibung für Entwicklung von moderner Kunst und Kultur ohne religiöse Bindung, begriffliche Nähe zum Begriff Entartete Kunst im Nationalsozialismus; Kardinal Joachim Meisner |
| 2008 | Rentnerdemokratie                                            | Der ehemalige Bundespräsident Roman Herzog habe damit ein Schreckenszenario gemalt, in dem „die Alten die Jungen ausplündern“ würden. |
| 2008 | Karlsruhe-Touristen                                          | Der Vorsitzende der Polizeigewerkschaft Rainer Wendt bezeichnete im Zusammenhang der Diskussion der BKA-Gesetzesnovelle damit Bürger, die aufgrund von Zweifeln an der Verfassungsmäßigkeit von Gesetzen vor das Bundesverfassungsgericht gehen. Dies wurde als ein bedenkliches Verständnis der Grundrechte gesehen. |
| 2009 | Flüchtlingsbekämpfung                                        | Bundeskanzlerin Angela Merkel benutzte auf einem Bürgerforum den Ausdruck, um damit die Abwehr von Flüchtlingen an den Grenzen Europas zu bezeichnen. Die Jury sagte dazu: „Es ist zu hoffen, dass damit nicht tatsächlich militärische Aktionen gemeint sind. In jedem Fall ist die Gleichsetzung einer Menschengruppe mit einem negativen und deshalb zu bekämpfenden Sachverhalt ein dramatischer sprachlicher Fehlgriff.“ |
| 2009 | intelligente Wirksysteme                                     | Der Begriff sei laut der Jury verharmlosend, da damit „ausschließlich [eine] technologisch hochentwickelte Munitionsart“ gemeint ist. |
| 2010 | Integrationsverweigerer                                      | Das vom damaligen Bundesinnenminister Thomas de Maizière (CDU) in Umlauf gebrachte Wort unterstelle, viele Migranten verweigerten ihre Integration. In den Debatten um das Thema werde meist ausgeblendet, dass für eine solche Behauptung eine sichere Datenbasis fehle und der Staat für die Integration noch zu wenig tue. |
| 2010 | Geschwätz des Augenblicks                                    | Angelo Sodano, der Dekan des Kardinalskollegiums, hatte diese Formulierung in der Ostermesse des Papstes benutzt. Damit sei versucht worden, die Vorwürfe sexuellen Missbrauchs in der katholischen Kirche beiseitezuschieben. |
| 2011 | Gutmensch                                                    | Insbesondere in Internet-Foren werde der demokratisch geprägte Ausdruck abwertend gebraucht, um Andersdenkende pauschal und ohne Ansehung ihrer Argumente zu diffamieren. Obgleich schon seit über 20 Jahren in dieser Form gebraucht, sei er 2011 einflussreicher geworden und habe somit ein verstärktes Potenzial als Kampfbegriff entfaltet. |
| 2011 | marktkonforme Demokratie                                     | Die von Bundeskanzlerin Angela Merkel stammende Formulierung relativiere die Unvereinbarkeit der absoluten Norm Demokratie mit einer Konformität gegenüber jedweder Instanz. Auch wenn der Begriff gegenwärtig kritisch verwendet werde, stehe er für eine bedenkliche Entwicklung der politischen Kultur. |
| 2012 | Pleite-Griechen                                              | Der Begriff diffamiere „ein ganzes Volk in ‚unangemessener und unqualifizierter Weise‘“ |
| 2012 | Lebensleistungsrente                                         | Der Begriff sei eine „irreführende bis zynische Bezeichnung für ein Vorhaben, bei dem unter sehr restriktiven Bedingungen eine geringfügige Zusatzleistung des Staates versprochen wird“ |
| 2012 | Schlecker-Frauen                                             | Der Begriff erinnert an das Wort Trümmerfrauen und wurde im Rahmen der monatelangen Berichterstattung zu einer insolventen Drogeriekette und den um ihre Jobs bangenden Mitarbeiterinnen geprägt. |
| 2014 | erweiterte Verhörmethoden                                    | Der Ausdruck sei „ein Euphemismus, der unmenschliches Handeln, nämlich Folter, legitimieren soll.“ |
| 2014 | Russlandversteher                                            | Der Begriff kritisiere andere als „Versteher“, sei damit unsachlich und könne die inhaltliche Diskussion nicht ersetzen. Ein ganzes Volk zudem pauschal für eine politische Richtung haftbar zu machen und es mit dem Ausdruck „Putin-Versteher“ auf einen Autokraten zu reduzieren, zeuge von mangelnder Sprachreflexion oder aber gezielter Diffamierung. |
| 2015 | Hausaufgaben                                                 | Das Wort wurde in der Diskussion um den Umgang mit Griechenland in der EU und die nicht umgesetzten aber eingeforderten Reformen der griechischen Regierung als „nicht gemachte Hausaufgaben“ verwendet. „In diesem Kontext degradiert das Wort souveräne Staaten bzw. deren demokratisch gewählte Regierungen zu unmündigen Schulkindern“ und verstoße deshalb gegen die „Prinzipien eines demokratischen Zusammenlebens in Europa“. |
| 2015 | Verschwulung                                                 | Das Wort erschien im Buchtitel des Autors Akif Pirinçci, das 2015 veröffentlicht wurde. Von der Online-Zeitschrift Männer und ihren Lesern wurde es zum „Schwulen Unwort 2015“ gekürt. Die Jury von Unwort des Jahres schloss sich der Ansicht der Zeitschrift an, dass der Begriff „eine explizite Diffamierung Homosexueller darstellt“. |
| 2017 | Shuttle-Service                                              | Der Ausdruck wurde von Stephan Mayer verwendet, dem innenpolitischen Sprecher der CDU/CSU-Bundesfraktion, als er sich im Sommer 2017 zu den Seenotrettungseinsätzen von Nichtregierungsorganisationen im Mittelmeer äußerte. Mit dem Ausdruck „werden sowohl die flüchtenden Menschen als auch vor allem diejenigen diffamiert, die ihnen humanitäre Hilfe leisten. Diese Hilfe wird mit dem Ausdruck „Shuttle-Service“ als eine Dienstleistung dargestellt, die Flüchtlinge erst zur lebensgefährlichen Flucht über das Mittelmeer ermuntere.“ |
| 2017 | Genderwahn                                                   | Der Ausdruck diffamiert pauschal „Bemühungen um Geschlechtergerechtigkeit“. |
| 2018 | Menschenrechtsfundamentalismus                               | Vom Tübinger Oberbürgermeister Boris Palmer im Zusammenhang mit der Flüchtlingsdebatte verwendeter Begriff. Der Ausdruck zeige laut Jury in erschreckender Weise, dass es in Deutschland diskutabel geworden zu sein scheint, ob ertrinkende Menschen gerettet werden sollen oder nicht. Menschenrechte seien aber fundamentale Rechte, die zu verteidigen mehr als eine bloße Gesinnung sei. Boris Palmer wies darauf hin, dass er den Ausdruck nicht auf die Rettung der Menschen bezog, sondern auf die Beförderung der Geretteten nach Europa anstatt Afrika. |
| 2018 | Ankerzentrum                                                 | Der aus dem Koalitionsvertrag der Großen Koalition stammende Ausdruck bezeichnet besondere Aufnahmeeinrichtungen für Flüchtlinge, die dort eine „Bleibeverpflichtung“ haben, bis sie auf die Kommunen verteilt oder abgeschoben werden oder freiwillig in ihre Heimat zurückkehren. Während es sich ursprünglich um eine Abkürzung handelt (AnKER steht eigentlich für Ankunft, Entscheidung, kommunale Verteilung bzw. Rückführung), wird der Ausdruck durch die inzwischen fast durchgängige Klein- und Zusammenschreibung (= Ankerzentrum) zu einem aus der Sicht der Jury unangemessenen Euphemismus, der die komplizierten Prüfverfahren in diesen Zentren und zudem die strikte Aufenthaltspflicht für Flüchtlinge verschleiert, indem die positiven Assoziationen des Ausdrucks Anker (u. a. Festmachen in einem Hafen, Sicherheit, zudem christliches Symbol der Hoffnung) gezielt ausgenutzt werden. |
| 2021 | Sprachpolizei                                                | Terminus für wahrgenommene oder tatsächliche Beschneidung von verwendeter Sprache; häufig als Kampfbegriff in Diskussionen um geschlechtergerechte Sprache verwendet, bei der dem Gegenüber eine Reglementierung der verwendeten Sprache vorgeworfen wird. „Die Jury bewertet ihn als »irreführend, weil er suggeriert, dass es eine exekutive Instanz gäbe, die über die Einhaltung von Sprachregeln ›wacht‹ und bei ›Nichteinhaltung‹ Bestrafungen vorsieht oder Bestrafungen durchsetzt«.“ |
| 2022 | Sozialtourismus                                              | Diskriminierung von Menschen, die aufgrund des Kriegs in der Ukraine in Deutschland Zuflucht suchen. CDU-Chef Friedrich Merz, der den Begriff in diesem Zusammenhang verwendete, bat später um Entschuldigung. |
| 2022 | Defensive Architektur                                        | irreführender Begriff für eine Bauweise, die den Aufenthalt von Obdachlosen in öffentlichen Gebäuden verhindern soll |
| 2023 | Sozialklimbim                                                | Ausdruck, der im Zuge der Diskussionen um die Kindergrundsicherung verwendet wurde und durch den einkommensschwache Personen herabgewürdigt und diffamiert werden. „Durch die Verwendung des Ausdrucks wird suggeriert, dass Bedürfnisse von Kindern in Armut wenig Bedeutung für Gesellschaft und Politik haben.“ |
| 2023 | Heizungs-Stasi                                               | Wort, das der populistischen Stimmungsmache gegen Klimaschutzmaßnahmen (Gebäudeenergiegesetz) dient und die Maßnahmen als diktatorische Repression darstellt. |
| 2024 | Heizungsverbot                                               | Der Ausdruck stelle eine irreführende Bezeichnung dar, die im Zusammenhang mit dem Gebäudeenergiegesetz „verwendet wurde, um klimaschützende Maßnahmen zu diskreditieren“. Der Ausdruck sei irreführend, „weil durch das Gebäudeenergiegesetz weder das Heizen noch Heizungen verboten werden“. |
| 2024 | importierter Antisemitismus                                  | Der Ausdruck suggeriere, „dass Judenhass insbesondere mit dem Zuzug von Migrantinnen und Migranten (aus arabischen Ländern) zu einem Problem geworden sei“. |

## Persönliche Unwörter von Gastjuroren
| Jahr | Unwort                        | Gastjuror       | Begründung |
| ---- | ----------------------------- | --------------- | --- |
| 2021 | Militärschlag                 | Harald Schumann | euphemistische Bezeichnung für einen aggressiven kriegerischen Akt |
| 2022 | militärische Spezialoperation | Peter Wittkamp  | Propagandistische Bezeichnung der russischen Regierung für den russischen Überfall auf die Ukraine 2022; zutiefst euphemistische Bezeichnung für einen aggressiven kriegerischen Akt |

## Unwort des Jahrhunderts
| Jahrhundert     | Unwort des Jahrhunderts | Begründung |
| --------------- | ----------------------- | --- |
| 20. Jahrhundert | Menschenmaterial        | Der Mensch wird damit lediglich als Sache betrachtet, was insbesondere im Rahmen des Ersten und des Zweiten Weltkriegs zum Ausdruck kam, als sehr viele Menschen für die Kriegsführung eingesetzt wurden. |

## Börsenunwort des Jahres
Seit 2001 ermittelt die Börse Düsseldorf das Börsenunwort des Jahres:
Siehe auch: Börsenunwort des Jahres (Österreich)
| Jahr | Börsenunwort des Jahres      | Begründung der Jury |
| ---- | ---------------------------- | --- |
| 2001 | Gewinnwarnung                | Abgekürzte Bezeichnung für eine Gewinnzielverfehlungswarnung |
| 2002 | Enronitis                    | „Enronitis setzt Verfehlungen einiger weniger an der Börse mit einem seuchenartigen Krankheitsverlauf wie einer Epidemie gleich – eine glatte Fehlbesetzung. Entstanden ist der Begriff aus dem Bilanzfälschungsskandal des amerikanischen Energiehändlers Enron, der im Februar 2002 die Börsen überraschte. Als im Zuge verschärfter Kontrollen weitere Fälle bekannt wurden, kursierte bald darauf das Wort Enronitis als Synonym für den Vertrauensverlust der Anleger.“ |
| 2003 | Bester Preis                 | |
| 2004 | Seitwärtsbewegung            | Das Wort sei völlig unsinnig. Denn eine „Seitwärtsbewegung“ an der Börse „findet immer dann statt, wenn sich gerade nichts bewegt“, gemeint ist also de facto Stagnation. Geprägt worden sei der Begriff von Charttechnikern, vermutlich um dem Stillstand noch etwas Dynamik abzugewinnen. |
| 2005 | Heuschrecken                 | Der Satz von SPD-Chef Franz Müntefering von „anonymen Finanzinvestoren, die wie Heuschreckenschwärme über Unternehmen herfallen, sie abgrasen und weiterziehen“ präge ein völlig falsches Bild dieser Investorengruppe. |
| 2006 | Börsenguru                   | „Erstens ist der Begriff an sich irreführend, da es an der Börse prinzipiell keine Gurus geben kann. Im ursprünglichen Wortsinn, begründet in der hinduistischen Lehre, wirken Gurus als allwissende Propheten, die zu mehr Erleuchtung führen sollen – das widerspricht dem Wesen der Börse.“ |
| 2007 | Subprime                     | Subprime heißt übersetzt „unterhalb der Spitze“ und ist somit ein Euphemismus für risikobeladene Anlegerprodukte. Im Sommer 2007 kam es in Verbindung zum Immobilienmarkt zur Subprime-Krise. |
| 2008 | Leerverkauf                  | Ist irreführend, weil er befürchten lasse, dass Leerverkäufe ohne jeden „Inhalt“ vonstattengehen könnten. Jeder Verkäufer aber müsse das Wertpapier, ggf. ein ausgeliehenes, im Depot haben, weil er am Kassamarkt binnen zweier Tage seiner Lieferverpflichtung gegenüber dem Käufer nachkommen müsse. |
| 2009 | Bad Bank                     | Es sei für das Publikum schwer nachvollziehbar, dass eine offenbar schlechte Bank eine weitere Bad Bank gründet und dies eine gute Lösung für Probleme der Finanzkrise sein soll. |
| 2010 | Euro-Rettungsschirm          | Richtiger wäre gewesen, von einer Notkreditlinie auf Zeit für bis über die Ohren verschuldete Staaten zu sprechen. |
| 2011 | Euro-Gipfel                  | Bemängelt werden insbesondere die geringen Auswirkungen der Einzel-Gipfel als auch deren Vielzahl, konträr zu den Eigenschaften eines Berggipfels. |
| 2012 | freiwilliger Schuldenschnitt | Kritisiert wurde, dass der Schuldenschnitt von Griechenland viele Privatanleger mehr oder weniger enteignete, obwohl diese bei den Verhandlungen ausgeschlossen waren. |
| 2013 | Billiges Geld                | Bemängelt wird die Verbindung eines werthaltigen Substantivs mit einem abwertenden Adjektiv. |
| 2014 | Guthabengebühr               | Der Begriff solle den Kunden etwas Positives suggerieren, tatsächlich bedeutet er nichts anderes als Strafzins. |
| 2015 | Zinswende                    | Investoren warten seit Jahren auf die Zinswende, die regelmäßig angekündigt wird. Vollzogen wurde dieses Manöver bisher allerdings nicht. |
| 2016 | Anlagenotstand               | Klassische Anlagemodelle versprechen kaum noch Zinsrenditen. Moniert wird die negative Konnotation des Grundwortes Notstand. |
| 2017 | Bitcoin Boom                 | Dieser Begriff habe bei Börsianern im vergangenen Jahr oft ungläubiges Kopfschütteln ausgelöst, ebenso wie die Reizwörter Bitcoin, Blockchain, Krypto oder „Initial Coin Offering“. |
| 2018 | America first                | „Dieser nationale Egoismus stimulierte zwar im zurückliegenden Jahr zeitweise die US-amerikanische Konjunktur, wirbelte aber gleichzeitig die bisherige Weltwirtschaftsordnung gehörig durcheinander. Errungenschaften des Freihandels und der Globalisierung wurden durch eine zunehmende Unsicherheit abgelöst“. |
| 2019 | Finanztransaktionssteuer     | „In dem Begriff sehen die Börsen-Makler, Wertpapier-Händler und Handelsplatz-Mitarbeiter einen klassischen Etikettenschwindel. Bei dem vom Bundesfinanzminister im letzten Jahr forcierten Projekt zur Einführung einer Finanztransaktionssteuer handelt es sich bei näherer Betrachtung vielmehr um eine Strafabgabe auf Aktiengeschäfte in europäischen Blue-Chip-Werten. […]“.                                                                                            |
| 2020 | Corona-Gewinner              | „Der Begriff Corona-Gewinner wurde an der Börse schnell gängig für die Krisen-Profiteure etwa in den Geschäftsfeldern Lieferdienste, Videokonferenzen, oder Streaming/Gaming […] Der Erfolg sei allen gegönnt, die mit der richtigen Idee, zur richtigen Zeit am richtigen Ort waren. Doch gefeiert zu werden als Profiteure eines externen Ereignisses mit so weitreichenden Folgen für Wirtschaft, Gesellschaft und Gesundheit, erscheint mindestens zynisch.“             |
| 2021 | Taschengeld-Trader           | „Die Betitelung als Taschengeld-Trader klingt despektierlich und unangebracht [...] In den Punkten Technik und Finanzbildung sind junge Menschen heute in der Regel weiter, als es die Generationen vor ihnen waren.“ |
| 2022 | Zufallsgewinne               | „Auffallend bei der Auswahl war, dass die verschiedenen Unwort-Kandidaten mehr aus der politischen Diskussion kamen und weniger aus dem direkten Börsen- und Bankenumfeld. So auch beim Kunstbegriff Zufallsgewinne“ |
| 2023 | Ultradiversifikation         | „Die Wahl zum Börsen-Unwort zeigt, dass blumige Marketingversprechen kritisch gesehen werden.“ |

## Weitere Wörter des Jahres
| Staat / Provinz | Wort                             | Unwort                             |
| --------------- | -------------------------------- | ---------------------------------- |
| Deutschland     | Wort des Jahres (Deutschland)    | Unwort des Jahres (Deutschland)    |
| Liechtenstein   | Wort des Jahres (Liechtenstein)  | Unwort des Jahres (Liechtenstein)  |
| Österreich      | Österreichisches Wort des Jahres | Österreichisches Unwort des Jahres |
| Schweiz         | Wort des Jahres (Schweiz)        | Unwort des Jahres (Schweiz)        |
| Südtirol        | Wort des Jahres (Südtirol)       | Unwort des Jahres (Südtirol)       |